# Tempo G1200

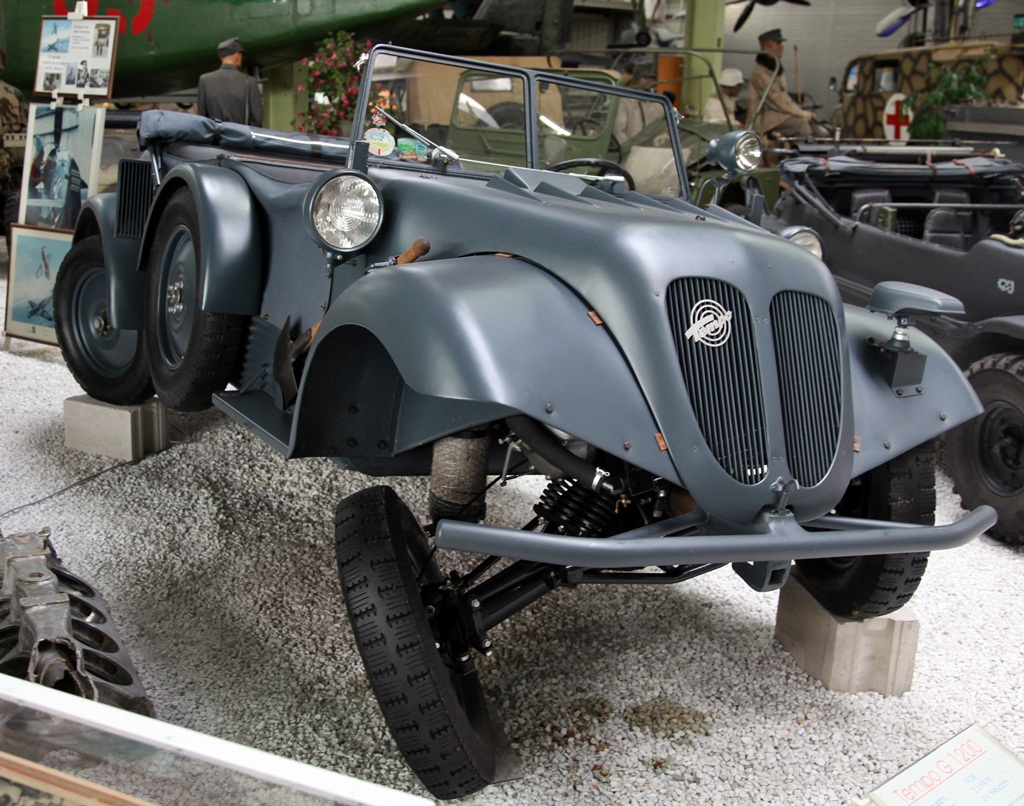
G 1200 in het Technik-Museum Sinsheim

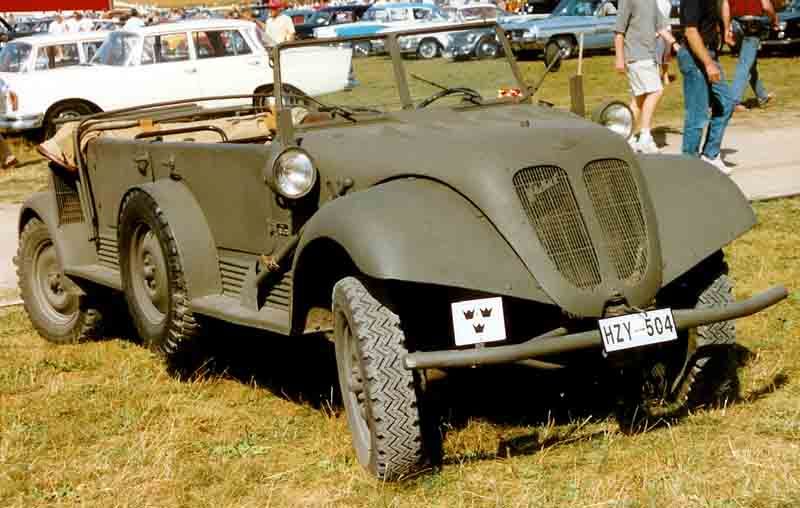
Tempo met vier meesturende wielen

De Tempo G1200 is een lichte terreinwagen, waarbij de "G" staat voor Geländewagen. Het Duitse leger heeft geen bestellingen geplaatst maar zo’n 1200 exemplaren zijn er geproduceerd die vooral in Zweden zijn ingezet.

## Inleiding
In 1934 maakte het Duitse leger bekend een lichte terreinwagen te zoeken met vierwielaandrijving. Diverse fabrikanten gingen hierop in waaronder Vidal & Sohn Tempo-Werk GmbH uit Hamburg. Ontwerper Otto Daus ging met de opdracht aan het werk.

## Beschrijving
Het ontwerp is afwijkend, het heeft twee motoren van 19 pk, een voorin en een achterin. Elke motor drijft afzonderlijk de voorste en achterste onafhankelijk geveerde assen aan. Elke motor heeft een eigen versnellingsbak. De motoren kunnen alleen of tegelijk worden gebruikt, de auto heeft voor- of achterwielaandrijving of op alle vier de wielen. De twee hooggeplaatste reservewielen in het midden zijn vrijdraaiend gemonteerd en dienen ook als zogenaamde steunwielen bij het overrijden van kleine verhogingen. Het is een open voertuig die met een huif afgedekt kan worden. Er zijn vier zitplaatsen.

## Gebruik
Het voertuig werd getest door het Duitse leger, maar de tweetaktmotor werd niet enthousiast onthaald en ze hadden geen interesse in de G1200. Andere gebruikers waren Zweden, Denemarken, Finland en Roemenië. Voor Zweden is een speciale uitvoering met zes zitplaatsen ontworpen. De productiecijfers verschillen per bron, een Deense site komt op 1100 voertuigen geproduceerd van 1936 tot 1939, voornamelijk voor de export. Een andere bron komt op 1243 exemplaren geproduceerd tussen 1936 en 1943. Zweden was de grootste afnemer en bestelde er 985 stuks van, maar een Zweeds militairmuseum schat het aantal exemplaren dat daadwerkelijk in Zweedse dienst is gekomen op 200 à 400.
Voor Denemarken vond in november 1936 een demonstratie plaats. De eerste evaluatie was goed en in december 1936 werd een exemplaar gekocht voor verdere tests. De verdere testresultaten waren wisselend. Na een verkeersongeval werd de auto naar de fabriek teruggestuurd voor een revisie en enkele wijzigingen. Dit resulteerde, na een nieuwe reeks proeven, in een bestelling voor vier voertuigen in 1938. Na positieve ervaringen kwamen er 20 auto's in dienst bij het Deense leger.